# Orden de la Santísima Trinidad (condecoración)
La Orden Imperial de la Santísima Trinidad es una condecoración originalmente creada en tanto que Orden de Caballería que hoy día se constituye como Orden dinástica. En su día fue la tercera jerárquica en el sistema de honores del Imperio de Etiopía. 

## Historia de la Orden
La Orden de la Santísima Trinidad se creó el 2 de noviembre de 1930 en motivo de la Coronación del Emperador Haile Selassie. Originalmente reservada al alto clero, la nobleza y miembros destacados de la Corte Imperial, se abrió en la Guerra de Liberación (1936-1941) a aquellos servicios extraordinarios tanto en el ámbito civil como en el ámbito militar que redunden en beneficio del Trono. 
Tras la caída del Imperio, en 1974, estando la Orden bajo el Gran Magisterio del Emperador Haile Selassie, se convierte en Orden Dinástica. El Consejo de la Corona de Etiopía, presidido por S.A.R. el Príncipe Ermias Sahle Selassie, tiene ahora la facultad de conceder esta condecoración, por designación de S.A.R. el Príncipe Heredero Zera yakob Amha Selassie.